# Muro de las Lamentaciones
El Muro de las Lamentaciones o Muro de los Lamentos (en hebreo: הַכֹּתֶל הַמַעֲרָבִי‎ [Hakótel Hama'araví] (abreviado Kotel), es el lugar más sagrado del judaísmo, vestigio del Templo de Jerusalén. Su nombre en hebreo significa simplemente "muro occidental". Data de finales del período del Segundo Templo y su construcción se atribuye a Herodes el Grande alrededor del 19 a. C., aunque una teoría alternativa basada en hallazgos recientes, descartada por la mayoría de arqueólogos, sugiere que fuera construido unas décadas más tarde por su bisnieto, Agripa II.
Es uno de los cuatro muros de contención alrededor del monte Moriá, erigidos para ampliar la explanada sobre la cual fueron edificados el Primer y el Segundo Templo de Jerusalén, formando lo que hoy se conoce como la Explanada de las Mezquitas por la tradición musulmana o Explanada del Templo por la tradición judeocristiana. El nombre Muro Occidental se refiere no solamente a la pequeña sección de 60 metros de longitud expuesta en el Barrio Judío, sino a toda la pared de 488 metros, en su mayoría tapada por los edificios del Barrio Musulmán.

## Historia

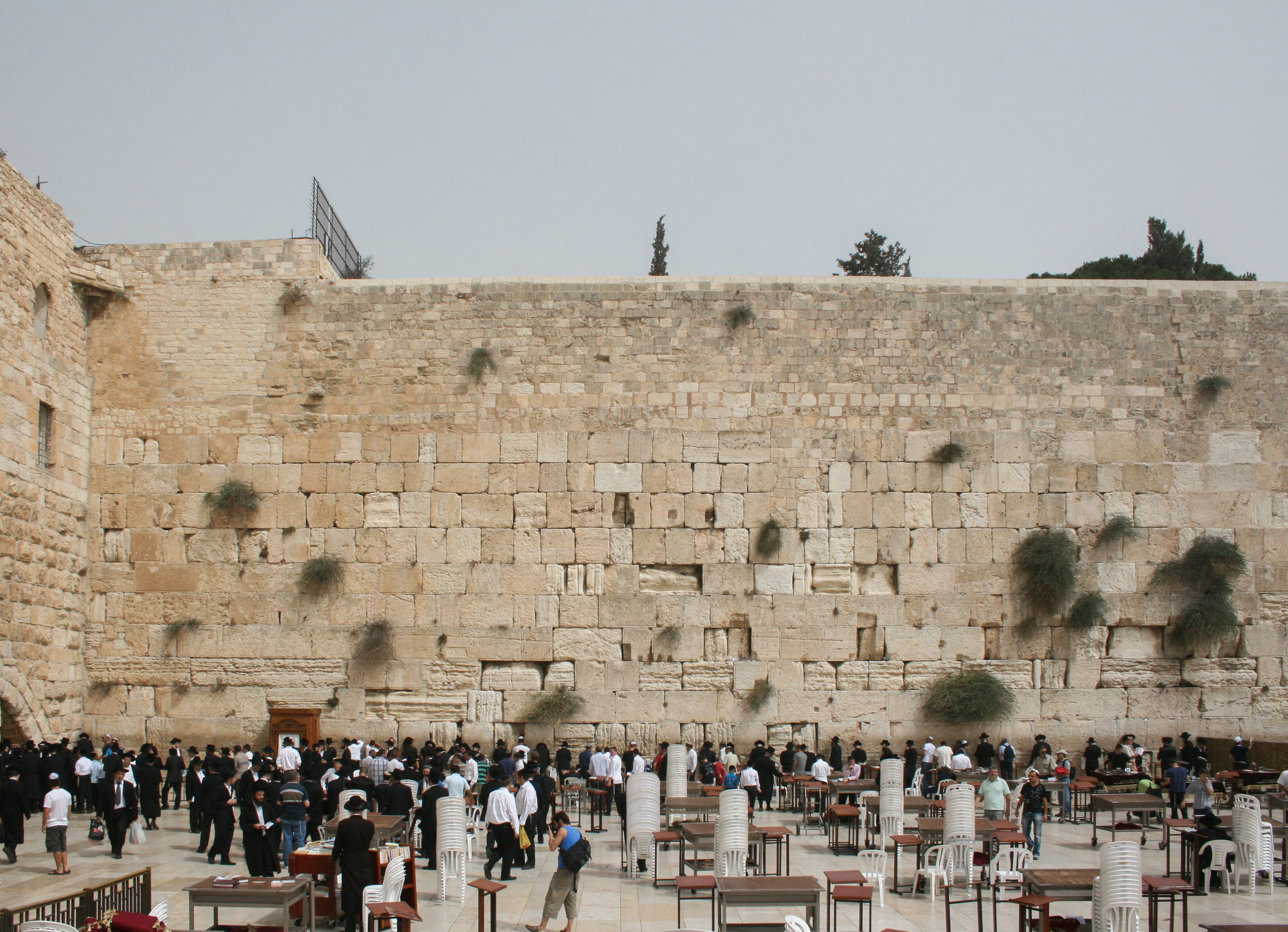
Muro de las Lamentaciones.

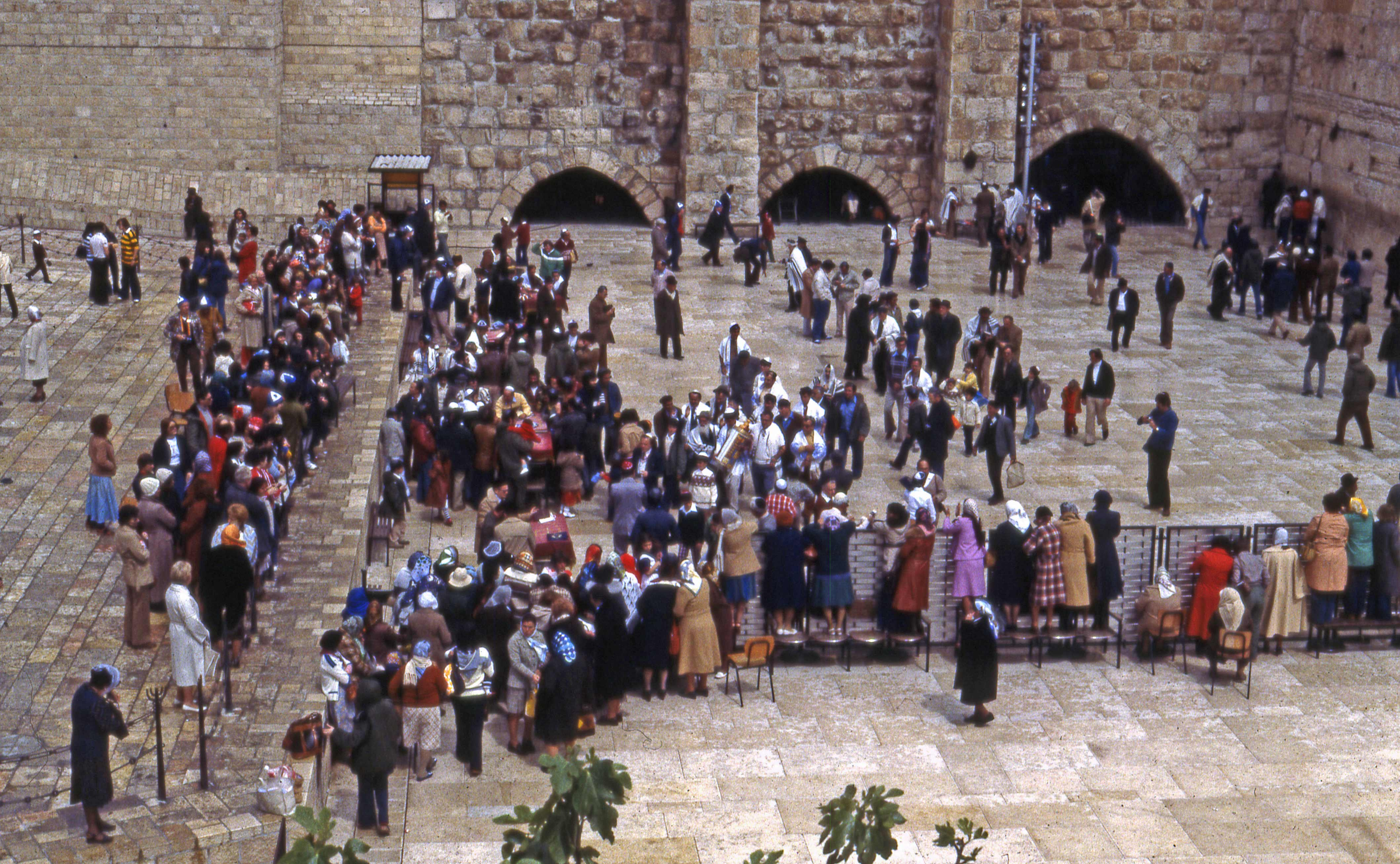
Celebración de un Bar Mitzvá en la explanada frente al muro.

El Primer Templo, Templo de Salomón, fue construido en el siglo X a. C., y destruido por los babilonios en el 587 a. C. El Segundo Templo, en tanto, fue reconstruido por los líderes Zorobabel, Esdras y Nehemías en el año 536 a. C. a la vuelta del exilio en Babilonia, y fue destruido de nuevo por los romanos en el año 70, durante la primera guerra judeo-romana. De tal modo, cada templo se mantuvo en pie por unos 500 años.
De acuerdo con la historia, cuando las legiones del emperador Vespasiano destruyeron el templo, sólo una parte del muro exterior quedó en pie. El entonces general Tito dejó este muro para que los judíos tuvieran el amargo recuerdo de que Roma había vencido a Judea (de ahí el nombre de Muro de las Lamentaciones). Los judíos, sin embargo, lo atribuyeron a una promesa hecha por Dios, según la cual siempre quedaría en pie al menos una parte del sagrado templo como símbolo de su alianza perpetua con el pueblo judío. Los judíos han orado frente a este muro durante los últimos dos mil años, creyendo que este es el lugar accesible más sagrado de la Tierra, ya que no pueden acceder al interior de la Explanada de las Mezquitas, que sería el más sagrado de todos. En todo caso, las oraciones hebraicas frente al muro no se limitan a los lamentos. Se lee el libro de los Salmos y se realizan ceremonias de Bar Mitzva. Alabanzas y peticiones (orales y escritas) son comunes y continuas.
Frente a él se lamenta comúnmente la destrucción de la ciudad y la dispersión del pueblo hebreo, siendo el viernes un día de especial intensidad. La tradición de introducir un pequeño papel con una plegaria entre las rendijas del muro tiene varios siglos de antigüedad. Entre los rezos de los judíos se incluyen las fervientes súplicas a Dios para que vuelva a la tierra de Israel, el retorno de todos los exiliados judíos, la reconstrucción del templo (el   tercero) y la llegada de la era mesiánica con la venida del mesías judío.
El Muro de los Lamentos es sagrado para los judíos debido a que es una de las pocas partes que quedaron en pie luego de que los romanos destruyeran el Templo de Jerusalén. El Muro Oriental y el Muro Sur también sobrevivieron parcialmente el embate romano, pero el Muro Occidental está más cercano al Sancto Sanctorum o Santo Santuario (1Reyes 8:6-8), el sector más sagrado del Templo al que solamente podía acceder el Sumo Sacerdote una vez al año. A diferencia del Muro este y el Muro Sur, el Muro Occidental se convirtió en el lugar tradicional de oración.
Durante décadas, hombres y mujeres han contado con zonas separadas para acceder al Muro (aunque estas últimas en un recinto de menor tamaño y con diferentes condiciones de rezo, a pesar de una primera equiparación con los hombres lograda en 2013 por sentencia judicial). En 2016, el gobierno de Benjamín Netanyahu —ante la presión de grupos de mujeres reformistas— acordó asignar lugares mixtos para el rezo pero con accesos situados fuera de la plaza. En junio de 2017, ante lo que se interpretó como «presiones de los partidos ultraortodoxos», el Gobierno decidía suspender la ejecución de dicho plan, aunque colectivos de mujeres siguen reclamando un área para la oración mixta frente a la oposición de la ortodoxia rabínica encargada del control del recinto.